# Bobsam Elejiko
Bobsam Elejiko (Lagos, 18 augustus 1981 – Merksem, 13 november 2011) was een Belgische profvoetballer van Nigeriaanse afkomst. Hij speelde als verdediger. Elejiko overleed op 30-jarige leeftijd tijdens een wedstrijd.

## Loopbaan
Elejiko speelde sinds 2001 in België, eerst bij KV Turnhout. Van 2003 tot 2007 speelde hij voor eersteklasser Westerlo. Hij testte in juli 2007 succesvol bij tweedeklasser Antwerp FC en tekende er een contract van één jaar met optie. Hij kon niet goed aarden in Antwerpen en stapte in 2008 over naar het Portugese SC Beira-Mar, na te zijn afgetest bij onder meer Crewe Alexandra, Gillingham FC, RBC Roosendaal en FC Carl Zeiss Jena. Halverwege het seizoen keerde hij terug naar België, waar hij een contract tekende tot het eind van het seizoen 2008/09 bij SK Deinze. Nadat Deinze naar Derde Klasse zakte, vertrok Elejiko naar tweedeklasser RS Waasland, waar hij een seizoen bleef. Zijn eenjarig contract werd niet verlengd bij Waasland en na verschillende testen bij clubs tekende hij in 2011 bij eersteprovincialer Merksem SC.

## Overlijden
Elejiko overleed op 13 november 2011 tijdens de wedstrijd Merksem SC - Kaart. Hij zakte toen plots in elkaar op het veld, maar alle hulp was reeds te laat. De oorzaak van zijn overlijden was een hartaderbreuk.